# Chiesa dei Santi Quirico e Giulitta (Comano Terme)
La chiesa dei Santi Quirico e Giulitta è la parrocchiale di Campo, frazione di Comano Terme, in Trentino. Fa parte della zona pastorale delle Giudicarie dell'arcidiocesi di Trento e risale al XIV secolo.

## Storia

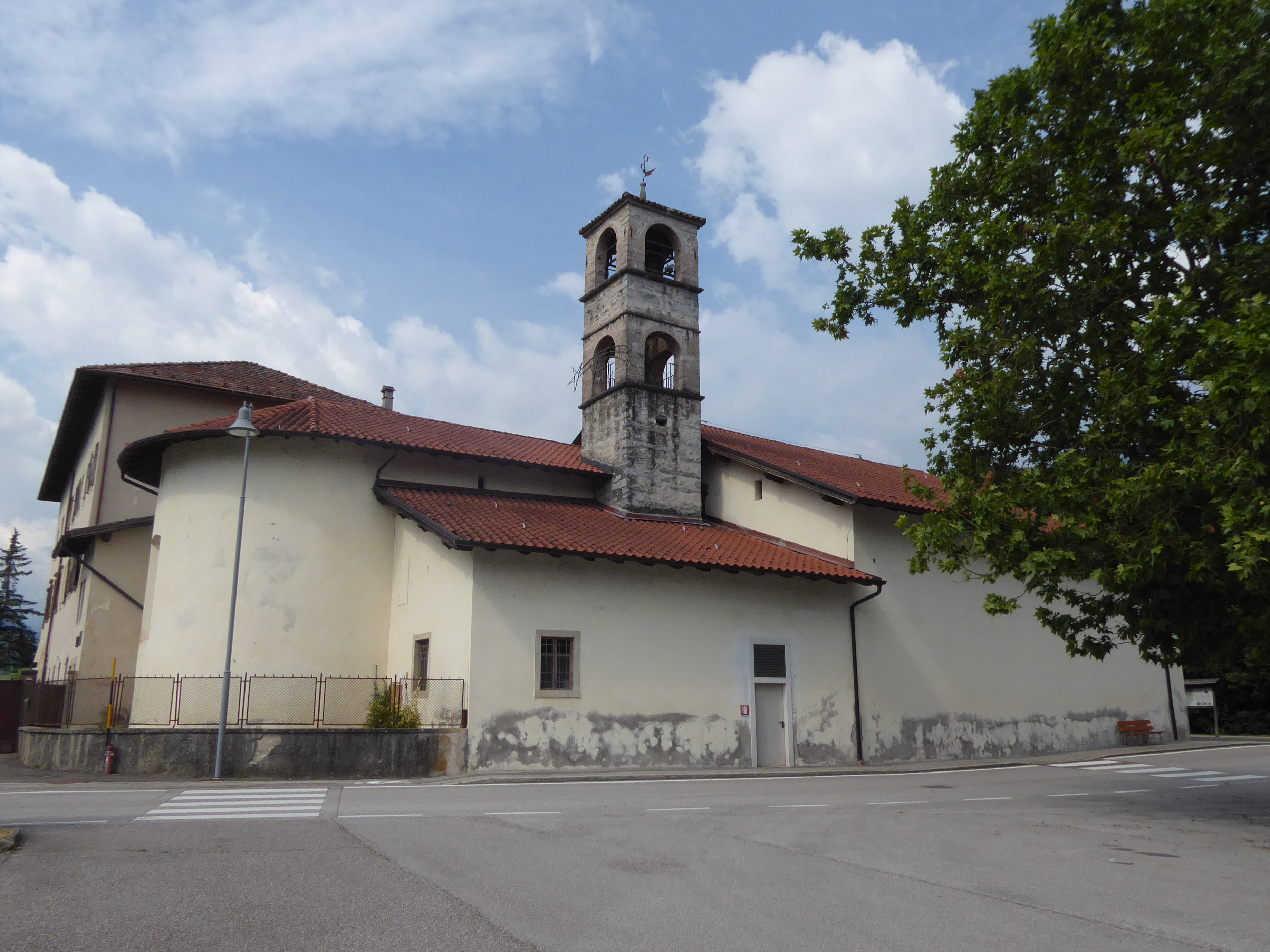
Vista laterale

Una cappella a Campo viene citata una prima volta come intitolata al solo San Quirico nel 1345.
Poco più di due secoli dopo questa prima costruzione venne demolita per essere riedificata con una copertura completa ed una sacrestia. Anche la torre campanaria preesistente venne innalzata e nel 1616 la chiesa venne solennemente consacrata.
Dopo la metà del XVII secolo accanto alla chiesa venne costruito un convento e la dedica dell'edificio non mutò. Durante le opere per il convento anche la chiesa venne modificata, con un suo ampliamento. Nel presbiterio vennero poste le tombe per i frati, si costruì la navata laterale ed un oratorio, poi divenuto sacrestia.
Circa un secolo dopo la facciata venne decorata e ai lati del portale vennero dipinte le ultime stazioni di una Via Crucis posizionata sull'esterno del convento (la XII e la XIII).
Pochi anni più tardi tali stazioni furono cancellate nell'esecuzione di lavori di consolidamento della struttura.
Durante il periodo di dominazione napoleonica il convento venne soppresso, e nel 1830 la chiesa divenne primissaria, sussidiaria della pieve di Vigo. Ebbe poi la concessione della custodia dell'Eucaristia e del fonte battesimale.
Nel XX secolo, in tempi successivi, la chiesa venne ristrutturata con interventi alle porte di passaggio col
chiostro e alla torre campanaria. Vennero rifatti gli intonaci e fu costruita una nuova sacrestia. Vennero ripristinate le due stazioni della Via Crucis esterna e sistemati gli impianti, a partire da quello per il riscaldamento. Fu rifatta la pavimentazione della sala ed eliminato un altare dedicato alla Madonna.
Dal 1963 ottenne dignità di parrocchia.
Nella parte finale del secolo nuovi lavori riguardarono la pavimentazione, l'adeguamento liturgico, la ristrutturazione della torre campanaria, la tinteggiatura esterna ed i lampadari nella sala.